# Microctenochira
Microctenochira es un género de escarabajos de la familia Chrysomelidae. En 1926 Spaeth describió el género.
Hay por lo menos 110 especies descritas:
- Microctenochira aciculata (Boheman, 1855)
- Microctenochira brasiliensis Swietojanska & Borowiec, 1999
- Microctenochira chapada Swietojanska & Borowiec, 1995
- Microctenochira danielssoni Borowiec in Swietojanska & Borowiec, 1995
- Microctenochira frieirocostai (Buzzi, 1999)
- Microctenochira jousselini (Boheman, 1855)
- Microctenochira mapiriensis Borowiec, 2002
- Microctenochira obscurata Swietojanska & Borowiec, 1999
- Microctenochira panamensis Swietojanska & Borowiec, 1999
- Lista de especies